# Joyce Banda
Joyce Hilda Banda (Malemia, Zomba, 12 de abril de 1950) é uma política do Malawi. Foi presidente de seu país, de 7 de abril de 2012 até 31 de agosto de 2014.
Antes de ascender ao cargo de chefe de Estado, foi vice-presidente de 2009 a 2012. É filiada no Partido Popular do Malawi.

## Biografia
Nascida em Malemia, no distrito de Zomba, participou aos 25 anos no movimento feminista do Quênia. Com o dinheiro de um prêmio que ganhou, relacionado com o Fim da Crise da Fome na África e concedido pela organização americana Projeto Contra a Fome, criou em 1997 uma fundação que tem o seu nome.
Tornou-se a terceira mulher a comandar um país africano depois de Carmen Pereira,  presidenta de Guiné Bissau, e de Ellen Johnson-Sirleaf, presidente da Libéria.
Em 2014, Banda tentou um segundo mandato, mas foi sua derrotada nas eleições presidenciais de 20 de maio, sendo batida por Peter Mutharika, em uma disputa muito renhida.
Joyce Hilda Banda se afastou do seu gabinete após receber diversas denúncias de corrupção contra membros de governo feitas por membros da sociedade civil.